# テルミニ・イメレーゼ
テルミニ・イメレーゼ（イタリア語: Termini Imerese, シチリア語: Tèrmini）は、イタリア共和国シチリア自治州パレルモ県にある、人口約2万6000人の基礎自治体（コムーネ）。
市域には古代ギリシア時代の都市ヒメラの遺跡がある。

## 地理

### 位置・広がり
パレルモ県中部に位置し、ティレニア海に面したコムーネ。テルミニ・イメレーゼの中心市街は東西に長い市域の西部にあり、チェファルーから西へ29km、州都・県都パレルモから東南東へ33km、カルタニッセッタから北北西へ64kmの距離にある。

#### 隣接コムーネ

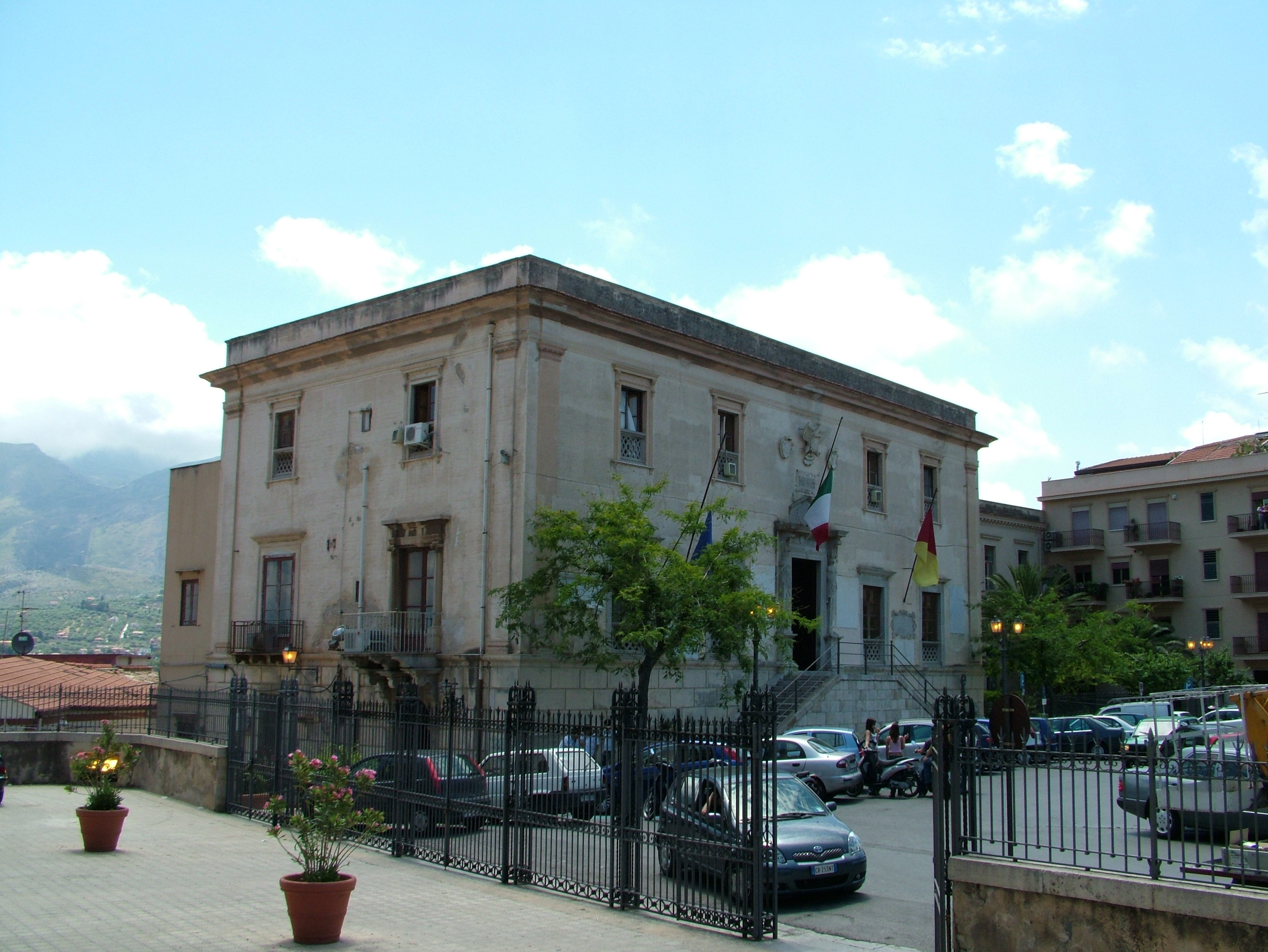
市庁舎

隣接するコムーネは以下の通り。
- カッカモ
- カンポフェリーチェ・ディ・ロッチェッラ
- チェルダ
- コッレザーノ
- シャーラ
- トラビーア

## 行政

### 分離集落
テルミニ・イメレーゼには、以下の分離集落（フラツィオーネ）がある。
- Contrada Calcasacco, Contrada Caracoli, Contrada Chianche, Contrada Chiarera, Contrada San Girolamo Alto, Contrada San Girolamo Basso, Danigarci, Villaggio Tedeschi, Villaurea, Buonfornello

## 歴史
市域の東端を流れるイメラ・セッテントリオナーレ川 (it:Imera settentrionale) （グランデ川）の河口付近に、古代都市ヒメラ（古代ギリシア語:  Ἱμέρα）があった。
この付近では紀元前480年に、ギリシア（シュラクサイ）とカルタゴの間でヒメラの戦いが行われた。カルタゴが敗北し、将軍ハミルカル・マゴは戦死、シチリアにおけるカルタゴの勢力は後退した。その後約70年を経てカルタゴは再度シチリアへの勢力伸長をはかり、紀元前409年に再度ヒメラ付近でギリシアとの戦闘が行われた（第二次ヒメラの戦い）。カルタゴ軍を率いたのは、ハミルカル・マゴの孫にあたるハンニバル・マゴであった。カルタゴはこの戦いに勝利し、ヒメラは占領・破壊された。